# Mallanayakanahalli, Mulbagal
Mallanayakanahalli là một làng thuộc tehsil Mulbagal, huyện Kolar, bang Karnataka, Ấn Độ.